# アンダルシアに憧れて
「アンダルシアに憧れて」（アンダルシアにあこがれて）は、真島昌利のソロデビュー・シングルであり、近藤真彦の30作目のシングル。
真島盤は1989年10月21日にメルダックから、近藤盤は同年11月10日にCBS/SONY RECORDSから発売。

## 概要
当時、人気バンド「THE BLUE HEARTS」メンバー真島がソロデビュー・アルバム『夏のぬけがら』先行シングルとしてリリース。翌月、近藤盤がリリース。二作品共、ほぼ同時期に、ヒットチャート20位以内にランクインした。
元々は真島がTHE BLUE HEARTS以前に結成していたTHE BREAKERSの楽曲であるが、歌詞は一部改編されている。なお、歌詞の一節「コルトは俺のパスポート」は、1967年に公開された、日活映画の題名「拳銃（コルト）は俺のパスポート」が基である。

## 近藤真彦盤補足
近藤のEP盤として最後のリリース。近藤のロゴマークMK入りの特製ペーパースリーブ仕様。
初CD化は、2006年1月1日に発売された、近藤の歌手デビュー25周年記念商品『マッチ箱 〜25th Anniversary Complete Singles Edition〜』。B面曲を含めたマキシシングル・サイズでの復刻。CD-BOXのみで個別販売はしていない。
2006年2月8日に発売された近藤のベスト・アルバム『MATCHY★BEST』に、デジタル・リマスタリングが施された高音質で収録された。また、2007年のバレンタインデーに日本武道館で行われたライヴでも披露された。当該音源は、同ライブの模様を収録したDVD「近藤真彦 '07 Valentine's Day in 武道館」として2007年5月9日に商品化された。
近藤がかつて所属していたジャニーズ事務所の後輩達に、現在でもコンサートや舞台で多数カバーされている一曲である。カバーしている後輩から、東山紀之、赤坂晃、堂本光一、今井翼（後に東山は芸能界引退、赤坂と今井は事務所退所）の4人が「アンダルシアユニット」を結成、近藤真彦トリビュート・アルバム『MATCHY TRIBUTE』にてユニットが歌うカバー曲が収録されている。

## 収録曲

### 真島昌利盤
1. アンダルシアに憧れて　
  - 作詞・作曲・編曲: 真島昌利
2. ドクターペッパーの夢　
  - 作詞・作曲・編曲: 真島昌利

### 近藤真彦盤
1. アンダルシアに憧れて　
  - 作詞・作曲: 真島昌利、編曲: 白井良明
2. つのる想い　
  - 作詞: 戸沢暢美、作曲・編曲: 白井良明

## カヴァー
- 少年隊　アルバム『RHYTHM』（1996年）：メインボーカルは東山紀之。ダンスナンバーとしてアレンジされている。
- 近藤真彦トリビュート・アルバム『MATCHY TRIBUTE』（2006年1月25日）：ジャニーズ事務所所属の4人（東山紀之・赤坂晃・堂本光一・今井翼）が特別ユニット "アンダルシアユニット" としてカヴァーしている。
- 岸谷五朗 - 日本テレビ系ドラマ『地球ゴージャスな夜』第5話 エンディング
- 山崎まさよし：アルバム『COVER ALL HO!』（2007年10月31日）収録。
- 上杉昇：5thシングル『棘と吹雪と』（2018年1月10日）のカップリング曲として収録。
- 村上信五 - 舞台DVD『If or…Ⅹ』(特典DVD)